# Кутузакій Олександр Сергійович
Олекса́ндр Сергі́йович Кутузакій (нар.26 грудня 1986, Одеса, Українська РСР — пом. 15 лютого 2015; Широкине, Волноваський район, Донецька область, Україна) — український військовик, вояк полку «Азов», Національної гвардії України, позивний «Кутуз». Загинув у бою за Широкине під час війни на сході України. Кавалер ордена «За мужність» III ступеня (посмертно).

## Обставини загибелі
Загинув у бою з російськими збройними формуваннями в районі села Широкине.
Похований у м. Одеса на Західному кладовищі на Алеї героїв.

## Нагороди
Указом Президента України № 270/2015 від 15 травня 2015 року «за особисту мужність і високий професіоналізм, виявлені у захисті державного суверенітету та територіальної цілісності України, вірність військовій присязі» нагороджений орденом «За мужність» III ступеня (посмертно).
Його ім'ям названа вулиця в Одесі, в районі Молдованка.